# Артемівська вулиця (Донецьк)
Вулиця Артемівська — одна з головних вулиць міста Донецька. Розташована між вулицею Стратонавтів та вулицею Медведєва.

## Опис
Вулиця Артемівська знаходиться у Київському та Куйбишевському районах Донецька. Простягається з півночі на південь. Довжина вулиці становить близько 3,5 кілометра.
Забудова вулиці переважно індивідуально-житлова.

## Транспорт
Вулицею курсують:
- автобуси міських маршрутів № 6, 17;
- маршрутні таксі № 71;
- автобуси багатьох приміських маршрутів.